# Luttes féministes pour l'accès à l'université en France

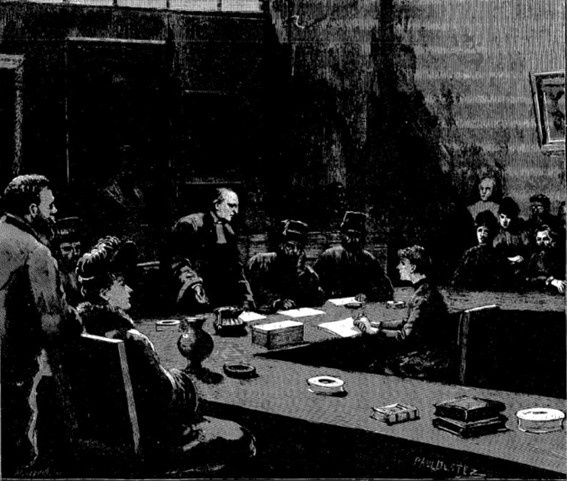
Dessin : Mlle Schultze soutenant sa thèse de doctorat à l’école de médecine, L’Univers illustré, 22 décembre 1888, n° 1761 (ill. de couverture).

Les luttes féministes pour l'accès à l'université en France désignent toutes les luttes menées afin de permettre l'accès des femmes aux études supérieures dans le pays.
Ces luttes ont permis aux femmes d'acquérir le droit d’étudier à l’université, grâce aux efforts des féministes face aux oppositions sexistes, en leur offrant notamment l’accès au baccalauréat, puis aux licences, et enfin aux thèses.

## Contexte

### Contexte idéologique français
La question de donner une éducation poussée aux femmes est débattue au sein de la société française durant la seconde moitié du XIXe siècle.
En effet, depuis les années 1850 jusque dans les années 1880, divers mouvements féministes européens réclament une éducation approfondie pour les femmes,.

#### Positions des féministes
Les positions varient selon le mouvement auquel elles appartiennent :
- Pour les féministes maternelles, qui se battent pour la reconnaissance de rôles genrés non hiérarchisés, l’instruction féminine est le meilleur moyen de devenir de bonnes mères et épouses, de gestionnaires de maison respectables et d’éduquer correctement les hommes[3]. Pour elles, il est donc important que les femmes aient accès à une bonne éducation[3] ;
- Les féministes égalitaires rappellent que les femmes sont surtout assignées à des travaux très répétitifs, avec un salaire de misère et qui ne demandent aucune compétence particulière[3]. Pour améliorer la situation des femmes, il faut améliorer leur instruction[4] ;

#### Oppositions sexistes
Les opposants à l’éducation supérieure des femmes (les antiféministes) ont peur que les études les éloignent de leur rôle domestique. Ils affirment qu’elles seraient incapables de tenir une conversation philosophique censée et refusent l’indifférenciation des sexes.
L'historien Pierre Moulinier indique que Charles Turgeon, professeur d'économie politique à la faculté de droit de Rennes, et auteur de Le féminisme français. L’émancipation individuelle et sociale de la France (1902) était l'un des plus grands opposant à l'intégration des femmes dans les études supérieures. Son ouvrage pré-cité est une compilation d'idée sexistes à l'encontre des femmes, qui critique la "concurrence féminine" et "l'invasion des carrières libérales" par celles-ci, et véhicule l'idée que les étudiantes seraient des "demi-hommes",.

### Contexte international
L'historienne Amélie Puche indique que les premières femmes à initier le mouvement à l'échelle européenne sont les Russes, 6 étudiantes vont ainsi s'inscrire pour la première fois à l'université de Saint-Pétersbourg en 1859. Elles seront suivies par plusieurs autres qui s'inscrivent dans les universités de Kiev, Kharkov et Odessa, jusqu'à ce que le gouvernement leur interdise l'accès aux études supérieures en 1863 ce qui va les pousser à migrer vers d'autres pays européens pour poursuivre leurs études.

## Historique (1866-1914)

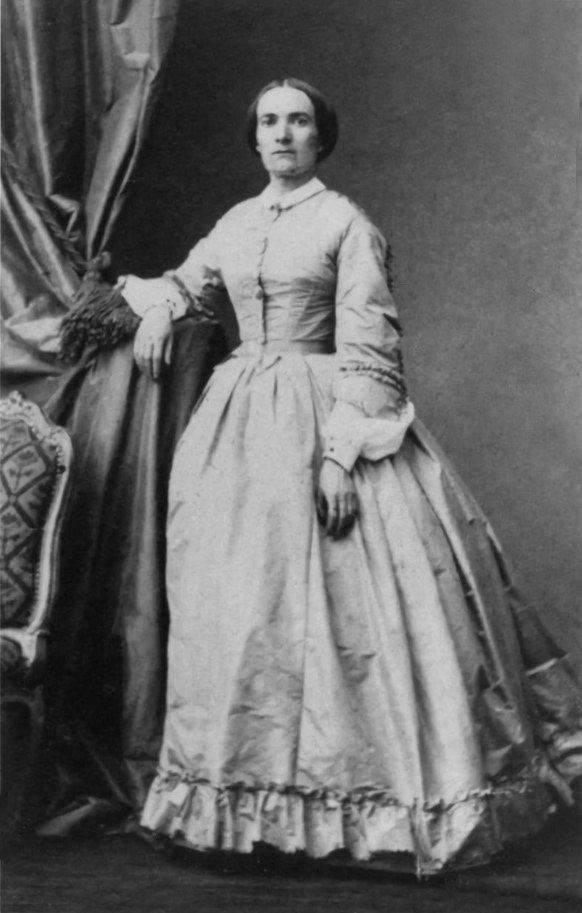
Portrait de Julie-Victoire Daubié.

### Une première étape: la possibilité de passer le baccalauréat
En 1867, le ministre de l’Instruction publique, qui est en faveur d’une bonne instruction féminine, Victor Duruy, ouvre des cours secondaires destinés aux filles. Néanmoins, ces études ne sont pas faites pour préparer le baccalauréat, le diplôme permettant d’entrer à l’université, mais sont pensées pour correspondre à ce que les contemporains appellent la “nature féminine”. Leur programme est très allégé, avec peu de mathématiques et pas de latin ou de grec. Si une femme veut préparer le baccalauréat, elle doit le faire en autodidacte.
C’est en 1861 que Julie-Victoire Daubié, féministe étudiant et se battant contre la pauvreté féminine, décide de passer cet examen pour ouvrir la voie aux autres femmes. Pour elle, il s’agit de la clef de tous les emplois.  Bien qu’aucune interdiction légale n’existât, à cette date, aucune femme n’avait jamais encore passé le baccalauréat, car dans les mœurs françaises de cette époque il était inconcevable qu’une femme se présentât à un tel examen.
Julie-Victoire Daubié s’adresse tout d’abord à l’Université de Paris, qui s’oppose à sa candidature. Même chose avec le recteur d’Aix : elle essuie un nouveau refus. C’est finalement à l’Université de Lyon, un centre qualifié de plus féministe par Bascou, qu’elle est acceptée grâce au soutien du philosophe Francisque Bouillier et du Saint-Simonien et homme politique Arlès Dufour.
Elle obtient son baccalauréat, mention « passable », en août 1861. Néanmoins, Gustave Rouland, ministre de l’Instruction publique, refuse de lui remettre son diplôme : ce serait reconnaître que les femmes peuvent atteindre un tel niveau d’instruction, normalement réservé qu’aux hommes. Ce refus sexiste perdure jusqu’en mars 1862, où elle est enfin officiellement diplômée.
Désormais, les femmes peuvent obtenir le diplôme du baccalauréat si elles reçoivent une autorisation du ministre de l’Instruction publique. Cette restriction sera effective jusqu’en 1905.

### L'accès des femmes aux facultés universitaires
En France, L’université de Lyon accueille sa première étudiante en 1863. Quatre ans plus tard, Emma Chenu, la 2e bachelière de France, intègre la faculté des Sciences de Paris. En 1868, Mary Putnam est inscrite à la faculté de Médecine. La première inscription féminine à la faculté des Lettres date de 1871. Celle à la faculté de Droit date de 1884. Enfin, celle à l’École de Pharmacie date de 1893.

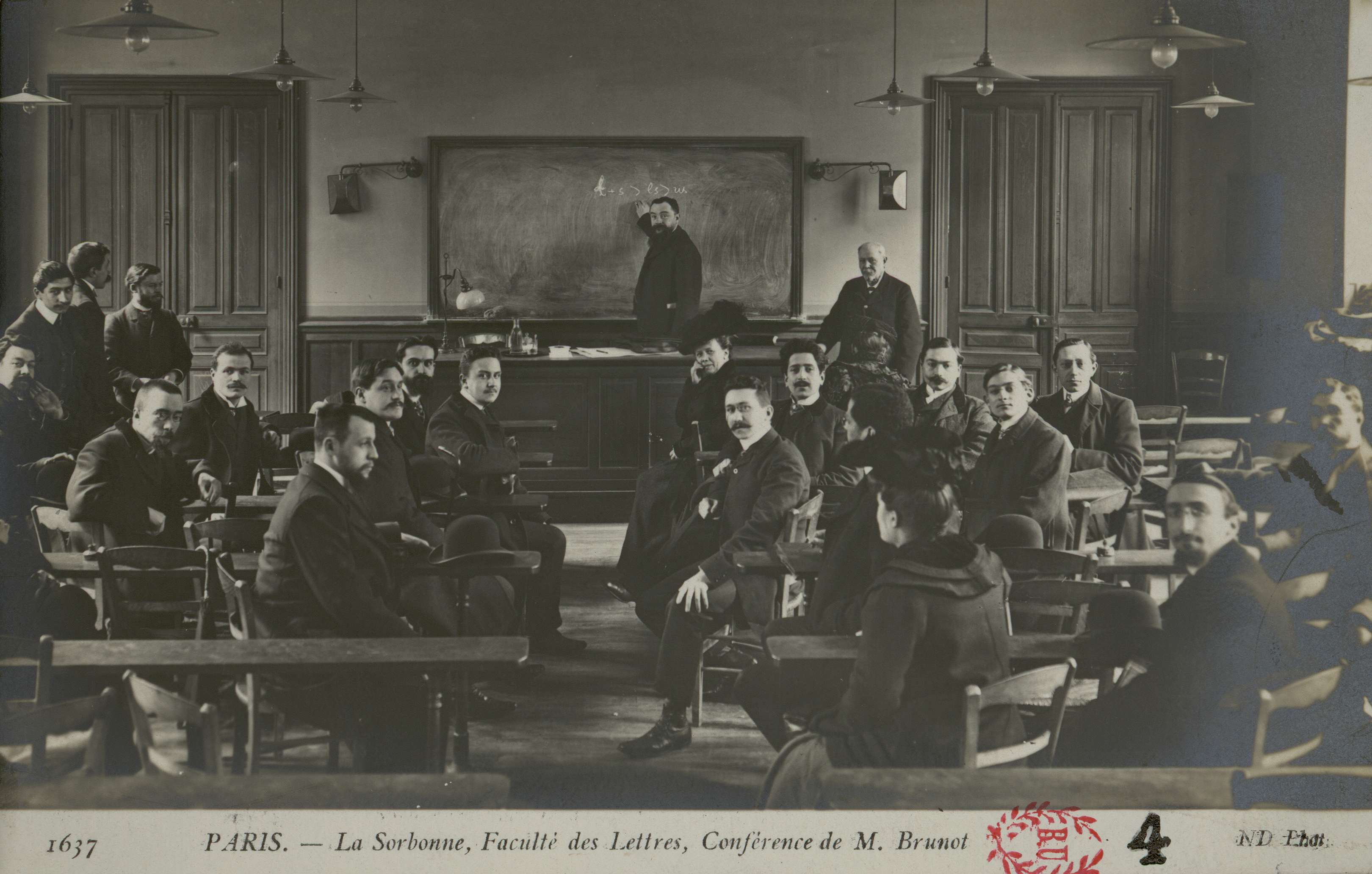
La Sorbonne. Faculté des lettres, conférence de M. Brunot.

#### Premières inscriptions dans les Facultés de lettres
Après l’obtention de son baccalauréat, Julie-Victoire Daubié souhaite ouvrir la voie aux femmes pour accéder à des métiers exigeant une instruction universitaire, et choisit les Facultés des lettres pour mener ce combat.
Durant des années, elle ne parvient pas à entrer à l’université ; elle est forcée d’étudier en autodidacte. C’est finalement en 1871 que la Sorbonne lui accorde le droit d’étudier à la Faculté de Lettres. Elle obtient sa licence ès-lettres cette même année.

#### Premières inscriptions dans les Facultés de médecine
Durant les années 1860, des pétitions des féministes sont adressées au ministère de l’Instruction publique pour autoriser l’accès des femmes aux facultés de médecine. Elles sont notamment soutenues par le doyen de l’École de médecine de Paris Charles Adolphe Wurtz, le ministre de l'Instruction publique Victor Duruy et l’impératrice française Eugénie. Mais c’est l’arrivée de pionnières qui fait bouger les choses.

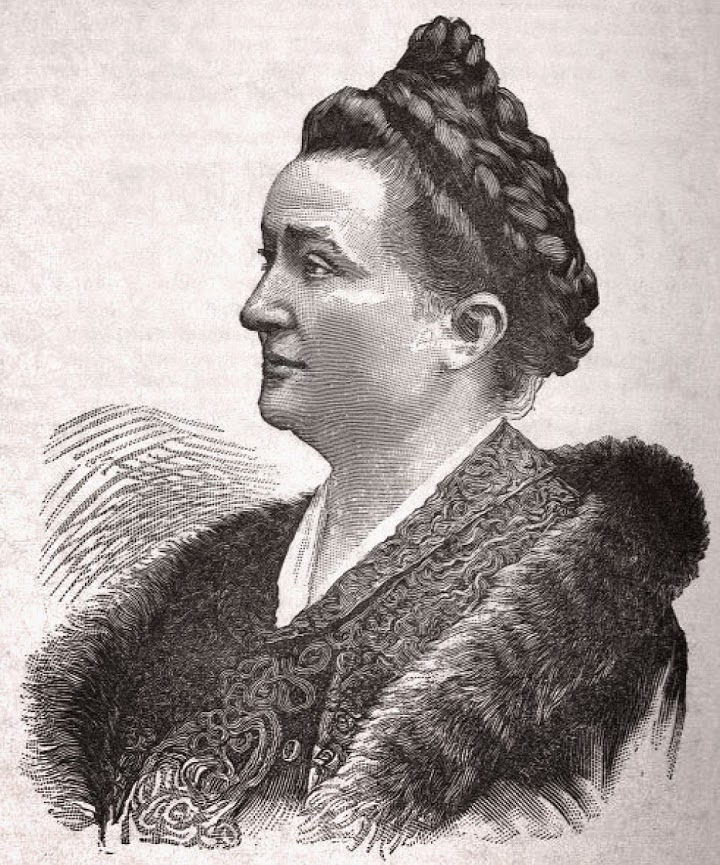
Madeleine Brès (1842-1921).

En 1866, Madeleine Brès, future pédiatre, se présente pour s’inscrire à la Faculté de médecine de Paris. Charles Adolphe Wurtz lui demande de passer d’abord les baccalauréats ès lettres et ès sciences tout en lui promettant de plaider sa cause ensuite. Pour ce faire, C.A Wurtz monte un dossier sur la façon dont l’enseignement est délivré aux femmes dans toute l’Europe. Sa démarche fonctionne : Duruy est d’accord sur le principe pour que Brès accède à la Faculté de médecine.
Entre-temps, Mary Putnam, suffragette américaine, demande une admission à la même faculté en 1867. Le 27 novembre 1867, se réunit l’Assemblée des professeurs pour débattre de la question. Les professeurs qui s’y opposent sont nombreux : ce serait contraire aux mœurs. Seul Wurtz défend la candidature et rappelle deux choses : aucune loi n’interdit à une femme d’entrer à l’université et Madeleine a été acceptée si elle obtient ses deux baccalauréats. Malgré tout, la réunion s’achève sur un rejet de la candidature. Wurtz fait alors appel, en informant Duruy. Ce dernier transmet l'information à l’impératrice Eugénie, qui convoque le Conseil des ministres. Finalement, Mary Putnam est acceptée à l'université en 1868.
Si les femmes ont désormais accès à la Faculté, elles n’ont pas accès à tous les concours leur permettant d’exercer tous les métiers médicaux. En 1871, Madeleine Brès demande à passer les concours d’externat et d’internat. En vain : l'administration de l'Assistance publique, regroupement des hôpitaux parisiens, refuse catégoriquement de voir des femmes médecins.
La demande est réitérée dix ans plus tard par l’américaine et future neurologue Augusta Klumpke et la féministe Blanche Edwards et, une fois encore, ces concours leur sont refusés. Appuyées par de nombreuses pétitions (notamment signées par les professeurs, les membres du conseil municipal de Paris et 90 internes) et par des manifestations, les trois étudiantes obtiennent le droit d’être admises à l’externat en 1881 et celui d'être admises à l’internat en 1885.

#### Premières inscriptions dans les Facultés de Droit
Jusqu’à la Première Guerre mondiale, les études de droit, dans l’écrasante majorité des cas, sont masculines. En effet, la profession d’avocat est considérée comme une profession virile, où les femmes n’y ont rien à faire. De plus, elles sont considérées comme en incapacité civile et ne peuvent pas plaider en leur nom.
En 1884, la Roumaine féministe, Sarmiza-Bilcescu, demande une inscription dans une Faculté de Droit. Il s’agit de la première femme à en faire la demande en France. Malgré de nombreux votes contre lors de l’Assemblée des professeurs, elle est acceptée. Son accueil est qualifié de « glacial ». Si elle a bien été acceptée sur le papier, elle ne l’est pas réellement auprès des professeurs.
Les femmes se heurtent également au refus de prêter le serment d’avocat. En effet, en 1897, l’Ordre des avocats de Paris le refuse à la féministe Jeanne Chauvin, alors qu’aucune interdiction n’existe dans les textes de lois. Il faut attendre 1900 pour en obtenir l’autorisation. Ainsi, Chauvin prête serment le 19 décembre 1900.
Au total, seulement 5 licences sont délivrées à des femmes entre 1886 et 1901 en France. C’est l’un des taux les plus faibles des facultés.

#### La difficile acceptation des femmes au sein des universités
Malgré ces ouvertures des facultés aux femmes, leur présence ne va pas de soi. En effet, les étudiantes sont soumises à des mesures spécifiques mises en place par les professeurs. Elles ne peuvent pas rentrer par elles-mêmes dans les amphithéâtres et doivent attendre le professeur dans les vestiaires. De plus, elles sont obligées de se placer au premier rang pour être bien surveillées. De la part des étudiants, elles peuvent être huées, insultées, néanmoins l’historienne Pigeard-Micaulti remarque que les étudiants sont plus tolérants que les professeurs.
Cette hostilité culmine en 1894, où des antiféministes, comme le professeur Paul Sonday, manifestent devant la Sorbonne contre cette présence féminine. Les slogans sont clairs : « Pas de femmes ! », « La science se fait entre hommes ».
Le nombre de thèses faites par des femmes à cette période témoigne de leur difficulté à atteindre ce grade. Il faut attendre 1888 pour que la première thèse de sciences exactes soit soutenue par une femme, Louise Amélie Leblois, et 1914 du côté de la Faculté de Lettres.

### Les débats sur les manières d’intégrer les femmes: universités mixtes ou séparées?

#### Débats autour de la création d'universités pour femmes
En 1883, une enquête de la Société de l’Enseignement Supérieur révèle qu’en Angleterre, les universités de Cambridge et d’Oxford font passer des examens supérieurs, spécifiques aux femmes. Au sortir des études, les femmes qui ont suivi un enseignement supérieur féminin rencontrent alors des difficultés à faire valoir leur diplôme.
En France, en 1887, Henri de la Ville de Mirmont, professeur à l’Université de Bordeaux, déplore l’inexistence de ce genre de cours, qui permettraient d’éloigner les étudiantes des étudiants.
Ce débat autour des universités en non-mixité prend de l’ampleur au tournant du XXe siècle. À partir de 1903, la volonté de créer un Enseignement supérieur féminin se fait plus prégnante. Les programmes proposés dénotent une volonté d’éloigner les femmes d’une véritable éducation supérieure au profit d’un apprentissage en tant que femme au foyer. En effet, la jeune fille serait seulement préparée à tenir et gérer économiquement sa maison, développerait un certain goût esthétique en ce qui concerne les habits ou la décoration, et se préparerait à son rôle maternel. Dans ce dernier domaine, elle apprendrait à prendre soin de son enfant au niveau alimentaire, psychologique et hygiénique.
Paradoxalement, l'université non-mixte est aussi défendue à la fin des années 1880 par la féministe belge Céline Renooz, qui affirme que seules les femmes sont capables de réinventer les sciences, dans la Revue scientifique des femmes, et réclame une école scientifique destinée aux femmes.
En 1904, le projet antiféministe se précise avec le discours de Maurice Souriau, professeur de lettres de l’Université de Caen. Celui-ci évoque une université féminine qui ne durerait que de décembre à Pâques, de 9 heures à 11 heures. Cela déclenche une importante polémique. Les opposants au projet dénoncent la disparition de l’esprit de l’université : être un lieu de savoir scientifique théorique et non pas un lieu d’apprentissage domestique pratique. Finalement, en 1906, la Société de l’Enseignement Supérieur prend position : il n’y aura pas d’université féminine qui ferait concurrence aux lycées féminins. Elle impose la mixité à tout le monde.

#### Vers une évolution des mentalités
Malgré toutes ces oppositions sexistes, les plaidoyers pour l’accès des femmes aux études supérieures se font plus virulents.
Au début du XXe siècle, l’arrivée des femmes dans l'Enseignement Supérieur a un impact sur les réformes de l’enseignement secondaire, facilitant la préparation du baccalauréat pour les femmes. En 1902 sont introduits des cours facultatifs de latin, nécessaire au baccalauréat, dans certains lycées de filles. De plus, des cours spéciaux sont proposés pour préparer le baccalauréat. Et, en 1908, on autorise de façon officielle de préparer les filles à cet examen.
Avec cet accès à des cours préparatoires, l’accès aux études supérieures aux filles est démocratisé : on dénombre 3,3% d’étudiantes en 1900 et 10% en 1914.

#### Portraits de femmes féminines étudiantes
- Sarmiza Bilcescu
- Madeleine Brès
- Jeanne Chauvin
- Julie-Victoire Daubié
- Blanche Edwards-Pilliet
- Mary Corinna Putnam
- Céline Renooz

#### Histoire de l’éducation
- Histoire de l'éducation des filles en France
- Lycées de jeunes filles
- Histoire de l’éducation en France
- Histoire des universités françaises

### Source
- JANET, Paul. « L’éducation des femmes ». Revue des Deux Mondes (1829-1971), 1883, vol. 59, p. 48-85
- TURGEON, Charles. Le féminisme français. L'émancipation individuelle et sociale de la France. 1ère édition, Paris, Hachette, 1902, 498 p.

### Articles scientifiques
- BASCOU-BANCE, Paulette. « La première femme bachelière : Julie Daubié ». Bulletin de l'Association Guillaume Budé, 1972, vol. 1, p. 107-113
- CONDETTE, Jean-François. « Les “cervelines” ou les femmes indésirables : l’étudiante dans la France des années 1880-1914 ». Carrefours de l’éducation, 2003/1, vol. 15, p. 39-61
- PFEFFERKORN, Roland. « L’entrée des femmes dans les universités européennes : France, Suisse et Allemagne ». Raison présente, 2017/1, vol. 201, p. 117 à 127
- TIKHONOV SIGRIST, Natalia. « Les femmes et l’université en France, 1860-1914 ». Histoire de l'éducation, 2009, vol. 122, p. 53-70

### Sitographie
- LELIEVRE, Claude. « Histoire : la longue marche des filles vers l’université ». The Conversation. 7 mars 2019. https://theconversation.com/histoire-la-longue-marche-des-filles-vers-luniversite-113005 consulté le 31/10/2023
- PIGEARD-MICAULT, Natalie. « Histoire de l'entrée des femmes en médecine ». Bibliothèques d’Université Paris Cité : histoire de la santé. 2007. https://www.biusante.parisdescartes.fr/histoire/medica/presentations/entree-femmes-en-medecine.php consulté le 31/10/2023
- PUCHE, Amélie. « L’accès des femmes aux universités (1850- 1940) ». Encyclopédie d'histoire numérique de l'Europe. 2020. https://ehne.fr/fr/encyclopedie/th%C3%A9matiques/%C3%A9ducation-et-formation/d%C3%A9mocratisations-et-in%C3%A9galit%C3%A9s-scolaires-en-europe/l%E2%80%99acc%C3%A8s-des-femmes-aux-universit%C3%A9s-1850-1940 consulté le 02/11/2023